# Edin Džeko
Edin Džeko (Sarajevo, 17 maart 1986) is een Bosnische voetballer die doorgaans in de aanval speelt. Hij verruilde Fenerbahçe in juli 2025 voor Fiorentina. Džeko debuteerde in 2007 in het Bosnisch voetbalelftal, waarvan hij in 2012 topscorer aller tijden en in 2018 recordinternational werd.

## Clubcarrière

### Bosnië en Tsjechië
Džeko voetbalde tussen 1996 en 2005 in zijn geboorteland Bosnië en Herzegovina voor FK Željezničar Sarajevo. Daar speelde hij vooral als middenvelder, maar met weinig succes. Hij werd te lang bevonden en met te weinig technische kwaliteiten. Hij werd voor 25.000 euro verkocht aan FC Teplice. Nadat hij eerst een seizoen werd verhuurd aan FK Ústí nad Labem, scoorde Dzeko in het seizoen 2006/07 dertien competitiedoelpunten, waarmee hij tweede werd op de topscorerslijst. Hij werd uitgeroepen tot beste buitenlandse speler van de Tsjechische competitie.

### VfL Wolfsburg
In de zomer van 2007 werd hij naar Wolfsburg gehaald om daar vervolgens in zijn eerste seizoen (2007/08) in de Bundesliga 28 keer binnen de lijnen te komen en acht doelpunten te maken. Ook gaf hij zeven assists. Wolfsburg eindigde vijfde en ging UEFA Cup-voetbal spelen. 
In zijn tweede seizoen in Wolfsburg verbeterde hij zich aanzienlijk en maakte hij in competitieverband 26 doelpunten. Daarmee werd hij tweede op de topscorerslijst achter teamgenoot Grafite. Bovendien won Dzeko met Wolfsburg de Bundesliga, voor de eerste keer in de geschiedenis van de club. Mede door de samenwerking met zijn aanvalspartner Grafite werd hij dat seizoen door zijn collega's verkozen tot de beste voetballer van het Bundesliga seizoen 2008/09. In alle competities was Dzeko dat seizoen goed voor 36 doelpunten en twaalf assists in 42 wedstrijden. In de maand mei van 2009 was Dzeko goed voor twee hattricks (tegen TSG 1899 Hoffenheim en Hannover 96 en scoorde hij tien doelpunten in de vijf competitiewedstrijden die maand. Ook scoorde hij vier keer in het DFB-Pokal-duel met FC Oberneuland. Hij scoorde in totaal zes doelpunten in de beker en werd met landgenoot Ivica Olić van Hamburger SV mede-topscorer. Ook scoorde hij twee keer in het UEFA Cup-duel met Sc Heerenveen. Samen met Grafite en assistgever en landgenoot Zvjezdan Misimović (goed voor 20 assists in de Bundesliga dat seizoen, op dat moment een record) vormde Dzeko 'de magische driehoek'. 
In 2009 lieten clubs als Arsenal en Manchester United het oog vallen op de spits, zo meldden diverse media. Wolfsburg verzette zich niettemin met succes tegen een vertrek van Džeko. In zijn derde seizoen bij Wolfsburg scoorde hij minder competitiegoals dan in het seizoen ervoor (22), maar hij werd wel topscorer van de Bundesliga. Ook zat hij bij de 30 namen voor de Ballon d'Or 2009.
Toch ging het beduidend minder met de regerend landskampioen, dat uiteindelijk achtste eindigde en in Europa slechts de kwartfinale van de UEFA Europa League haalde. Zijn vierde seizoen in Duitsland begon Dzeko op zijn 24'ste als aanvoerder. Hij miste slechts één duel tot de winterstop en stond op elf goals na negentien wedstrijden. Op 28 augustus 2010 scoorde Dzeko twee doelpunten tegen 1. FSV Mainz 05, waarmee hij met 59 goals de all-time topscorer werd van Wolfsburg in de Bundesliga. Dat aantal schaafde hij tot de winterstop op tot 66. In alle competities kwam Dzeko tot 142 wedstrijden voor de club, waarin hij goed was voor 85 goals en 35 assists.

### Manchester City
In de wintertransferperiode van 2011 vertrok hij naar Manchester City. Manchester City maakte €35 miljoen over naar Wolfsburg. Daarmee was hij dat moment de op-een-na duurste aankoop van City na Robinho. Het brak meer records: het was op dat moment ook de duurste uit de Bundesliga vertrekkende speler, de duurste Bosniër en de en duurste transfer van een speler uit het voormalige Joegoslavië.
Na een start met twee doelpunten in vijftien wedstrijden in zijn eerste half jaar in Engeland, waarin hij de FA Cup won, kwam hij in het seizoen 2011/12 tot zes doelpunten in de eerste drie wedstrijden van het nieuwe seizoen. Dat kwam vooral door de vier goals die hij maakte in een 5-1 overwinning op Tottenham Hotspur. Hij werd de eerste City-speler die vier keer scoorde in een Premier League-wedstrijd en werd verkozen tot Player of the Month augustus.
Ook scoorde hij twee goals en gaf hij één assist in de sensationele overwinning op rivaal Manchester United. Op 13 mei 2012 was hij als invaller goed voor een goal in de legendarische seizoensafsluiter tegen Queens Park Rangers, waarin City met 2-1 achterstand tot Dzeko en Sergio Agüero beide in blessuretijd scoorden. Met die overwinning won City voor het eerst in 44 jaar de landstitel. In totaal scoorde Dzeko dat seizoen negentien goals in 43 wedstrijden. Ook gaf hij negen assists. 
Na een seizoen met alleen een gewonnen FA Community Shield en vijftien goals, werd Dzeko in het seizoen 13/14 opnieuw landskampioen van Engeland. In de kampioenswedstrijd tegen Aston Villa was hij goed voor twee goals. Ook scoorde hij zes keer op weg naar de finale van de EFL Cup, die City won. In alle competities scoorde Dzeko 26 doelpunten en gaf hij zestien assists, zijn productiefste seizoen in Engeland. Zijn vierde en laatste seizoen mondde uit in een teleurstelling. Niet alleen won City geen prijzen, Dzeko kwam tot slechts zes goals. In totaal was Dzeko goed voor 72 doelpunten en 38 assists in 189 wedstrijden in Manchester.

### AS Roma
Op 12 augustus 2015 was de langverwachte transfer van Dzeko naar AS Roma definitief. Hij werd voor 4 miljoen euro gehuurd met een optie tot koop van 11 miljoen, die verplicht zou worden vanaf een bepaald aantal doelpunten. Deze clauseles werden op 1 oktober geactiveerd. Hij scoorde tien goals in zijn eerste seizoen, wat op het oog teleurstellend was. Dat maakte hij ruimstreeks goed in zijn tweede jaar in de Italiaanse hoofdstad. Hij scoorde 29 competitiedoelpunten, waarmee hij met afstand topscorer van de Serie A werd. Met hem in de punt van de aanval werd Roma tweede. Ook scoorde hij tweemaal een hattrick in Europa League-wedstrijden met Viktoria Plzen en Villarreal CF. Hij scoorde 39 doelpunten in alle competities, zijn hoogste aantal in één seizoen. Dat jaar werd hij opnieuw genomineerd voor de Ballon d'Or.
In zijn derde seizoen bij Roma scoorde Dzeko zestien doelpunten in de competitie en acht keer in de UEFA Champions League, waarmee hij vijfde werd op de topscorerslijst dat seizoen. Net als twee seizoenen ervoor scoorde Dzeko op 2 oktober 2018 een hattrick tegen Viktoria Plzen. In 18/19 en 19/20 was hij goed voor respectievelijk 14 en 19 doelpunten. In zijn zesde seizoen was hij, zeker na de winterstop, vaker dan hem lief was bankzitter. Toch kwam hij tot 13 goals dat seizoen. In zes seizoenen bij Roma was Dzeko goed voor liefst 119 doelpunten en 54 assists in 260 wedstrijden.

### Internazionale
Na zes seizoenen bij AS Roma vertrok hij in de zomer van 2021 transfervrij naar Internazionale, waar hij een contract tekende voor twee seizoenen. In zijn eerste jaar met Inter won hij de Coppa Italia. Hij scoorde in alle competities 17 goals en gaf 10 assists. Op 18 januari 2023 scoorde Dzeko in de Supercoppa. Met die goal werd hij de oudste doelpuntenmaker in die competitie (36 jaar en 307 dagen), waarmee hij record brak dat Cristiano Ronaldo had sinds 2020 (35 jaar en 350 dagen). Op 10 juni 2023 stond hij in de finale van de Champions League tegen voormalig werkgever Manchester City, dat uiteindelijk met 1-0 won. Later die maand maakte de club bekend dat het afscheid nam van Dzeko, die in twee seizoenen tot 101 wedstrijden, 31 doelpunten en 15 assists kwam.

### Fenerbahçe
Op 22 juni 2023 werd bekend dat Dzeko voor twee seizoenen had getekend bij Fenerbahçe. In de competitie begon de Turkse club met tien overwinningen achter elkaar, waarin Dzeko goed was voor evenveel doelpunten.  

## Clubstatistieken
| Seizoen | Club                 | Competitie     | Competitie | Competitie | Competitie | Beker | Beker | Beker | Internationaal | Internationaal | Internationaal | Totaal | Totaal | Totaal |
| Seizoen | Club                 | Competitie     | Wed.       | Dlp.       | Ass.       | Wed.  | Dlp.  | Ass.  | Wed.           | Dlp.           | Ass.           | Wed.   | Dlp.   | Ass.   |
| ------- | -------------------- | -------------- | ---------- | ---------- | ---------- | ----- | ----- | ----- | -------------- | -------------- | -------------- | ------ | ------ | ------ |
| 2003/04 | Željezničar Sarajevo | Premijer Liga  | 15         | 2          | 0          | 1     | 0     | 0     | 1              | 0              | 0              | 17     | 2      | 0      |
| 2004/05 | Željezničar Sarajevo | Premijer Liga  | 20         | 1          | 0          | 5     | 1     | 0     | —              | —              | —              | 25     | 2      | 0      |
| 2005/06 | FK Teplice           | Gambrinus liga | 13         | 3          | 0          | 0     | 0     | 0     | —              | —              | —              | 13     | 3      | 0      |
| 2006/07 | FK Teplice           | Gambrinus liga | 30         | 13         | 3          | 0     | 0     | 0     | 2              | 0              | 0              | 32     | 13     | 3      |
| 2007/08 | VfL Wolfsburg        | Bundesliga     | 28         | 8          | 7          | 5     | 1     | 0     | —              | —              | —              | 33     | 9      | 7      |
| 2008/09 | VfL Wolfsburg        | Bundesliga     | 32         | 26         | 10         | 2     | 6     | 0     | 8              | 4              | 2              | 42     | 36     | 12     |
| 2009/10 | VfL Wolfsburg        | Bundesliga     | 34         | 22         | 9          | 2     | 2     | 2     | 12             | 5              | 2              | 48     | 29     | 13     |
| 2010/11 | VfL Wolfsburg        | Bundesliga     | 17         | 10         | 1          | 2     | 1     | 2     | —              | —              | —              | 19     | 11     | 3      |
| 2010/11 | Manchester City      | Premier League | 15         | 2          | 2          | 2     | 2     | 1     | 4              | 2              | 0              | 21     | 6      | 3      |
| 2011/12 | Manchester City      | Premier League | 30         | 14         | 5          | 5     | 4     | 1     | 8              | 1              | 3              | 43     | 19     | 9      |
| 2012/13 | Manchester City      | Premier League | 32         | 14         | 5          | 7     | 0     | 1     | 6              | 1              | 0              | 45     | 15     | 6      |
| 2013/14 | Manchester City      | Premier League | 31         | 16         | 8          | 10    | 8     | 7     | 7              | 2              | 1              | 48     | 26     | 16     |
| 2014/15 | Manchester City      | Premier League | 22         | 4          | 3          | 4     | 2     | 0     | 6              | 0              | 1              | 32     | 6      | 4      |
| 2015/16 | → AS Roma            | Serie A        | 31         | 8          | 3          | 1     | 0     | 0     | 7              | 2              | 1              | 39     | 10     | 4      |
| 2016/17 | AS Roma              | Serie A        | 37         | 29         | 12         | 4     | 2     | 1     | 10             | 8              | 2              | 51     | 39     | 15     |
| 2017/18 | AS Roma              | Serie A        | 36         | 16         | 2          | 1     | 0     | 0     | 12             | 8              | 5              | 49     | 24     | 7      |
| 2018/19 | AS Roma              | Serie A        | 33         | 9          | 7          | 1     | 0     | 0     | 6              | 5              | 3              | 40     | 14     | 10     |
| 2019/20 | AS Roma              | Serie A        | 35         | 16         | 11         | 0     | 0     | 0     | 8              | 3              | 3              | 43     | 19     | 14     |
| 2020/21 | AS Roma              | Serie A        | 27         | 7          | 4          | 1     | 0     | 0     | 10             | 6              | 1              | 38     | 13     | 5      |
| 2021/22 | Internazionale       | Serie A        | 36         | 13         | 7          | 6     | 1     | 2     | 7              | 3              | 1              | 49     | 17     | 10     |
| 2022/23 | Internazionale       | Serie A        | 33         | 9          | 4          | 6     | 1     | 0     | 13             | 4              | 1              | 52     | 14     | 5      |
| 2023/24 | Fenerbahçe           | Süper Lig      | 36         | 21         | 6          | 0     | 0     | 0     | 10             | 4              | 4              | 46     | 25     | 10     |
| 2024/25 | Fenerbahçe           | Süper Lig      | 35         | 14         | 4          | 2     | 0     | 0     | 16             | 7              | 4              | 53     | 21     | 8      |
| 2025/26 | Fiorentina           | Serie A        | 0          | 0          | 0          | 0     | 0     | 0     | 0              | 0              | 0              | 0      | 0      | 0      |
| TOTAAL  | TOTAAL               | TOTAAL         | 658        | 277        | 113        | 67    | 31    | 17    | 153            | 65             | 34             | 878    | 373    | 164    |

Bijgewerkt tot en met het seizoen 2024/25.

## Interlandcarrière
Džeko maakte op 2 juni 2007 zijn debuut in het voetbalelftal van Bosnië en Herzegovina, dat die dag met 3-2 won van Turkije, mede dankzij een goal van hem. Hij maakte deel uit van de ploeg die zich op dinsdag 15 oktober 2013 plaatste voor het WK voetbal 2014 in Brazilië. Bosnië en Herzegovina won die dag in het afsluitende WK-kwalificatiewedstrijd met 1-0 van gastland Litouwen in Kaunas, waardoor de selectie van voormalig bondscoach Safet Sušić zich voor het eerst in de geschiedenis kwalificeerde voor een WK-eindronde. De enige treffer in die wedstrijd kwam in de 68ste minuut op naam van Vedad Ibišević.
Op 28 maart 2017 werd Dzeko de eerste Bosniër die 50 internationale doelpunten scoorde. Op 23 maart 2019 speelde hij zijn 100'ste wedstrijd voor Bosnië. Op 8 september 2023 scoorde hij zijn 65'ste internationale goal. 

## Erelijst
| Competitie              |               |                  |               |               |
| Competitie              | Aantal        | Jaren            |               |               |
| VfL Wolfsburg           | VfL Wolfsburg | VfL Wolfsburg    | VfL Wolfsburg | VfL Wolfsburg |
| ----------------------- | ------------- | ---------------- | ------------- | ------------- |
| Kampioen Bundesliga     | 1x            | 2008/09          |               |               |
| Manchester City         |               |                  |               |               |
| Kampioen Premier League | 2x            | 2011/12, 2013/14 |               |               |
| FA Cup                  | 1x            | 2010/11          |               |               |
| League Cup              | 1x            | 2013/14          |               |               |
| FA Community Shield     | 1x            | 2012             |               |               |
| Internazionale          |               |                  |               |               |
| Coppa Italia            | 1x            | 2021/22          |               |               |
| Supercoppa Italiana     | 2x            | 2021, 2022       |               |               |

Individueel
- Bosnisch voetballer van het jaar: 2009, 2010, 2011/12
- Topscorer Serie A (2016/17): 29 doelpunten